# Yau Kwan Loke
Yau Kwan Loke (17 dicembre 1962) è un'ex cestista malese.

## Carriera
Con la Malaysia ha disputato i Campionati mondiali del 1979.